# Papringan (Semarang)
Papringan is een bestuurslaag in het regentschap Semarang van de provincie Midden-Java, Indonesië. Papringan telt 2546 inwoners (volkstelling 2010).